# فتوح (لغة)
الفتوح عبارة عن حصول شيء مما لم يتوقع ذلك منه.

## البركة
البركة ثبوت الخير في الشيء. وتطلق على النماء والزيادة (خلاف النقص) والسعادة وهي اليمن. ويقربه معنى الفتوح وهو حصول الشيء من غير المتوقع منه والنعمة للمنفعة المفعولة على جهة الإحسان إلى الغير، ومعنى النصيب والحظ في الاصطلاح.